# 재키 데샤논

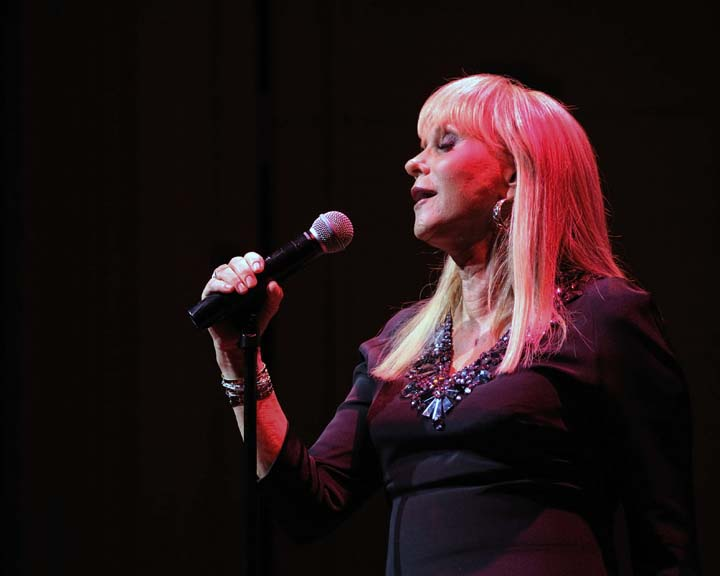

재키 데샤논(Jackie Deshannon, 1941년 ~ )은 미국의 가수이다. 켄터키주 마이어즈에서 태어났다. 6세 무렵부터 라디오에 출연, 무대나 교회 합창단에서 부른 노래가 인정받아 점차 인기를 얻게 되었다. 17세 때 리버티와 계약을 맺고, 〈바늘과 핀〉, 〈쓸쓸한 인생〉 등 많은 히트곡을 냈다. 음반으로는 《이 가슴의 설렘을》, 《골든 히트》, 《베스트》 등이 알려져 있다.